# Dizi

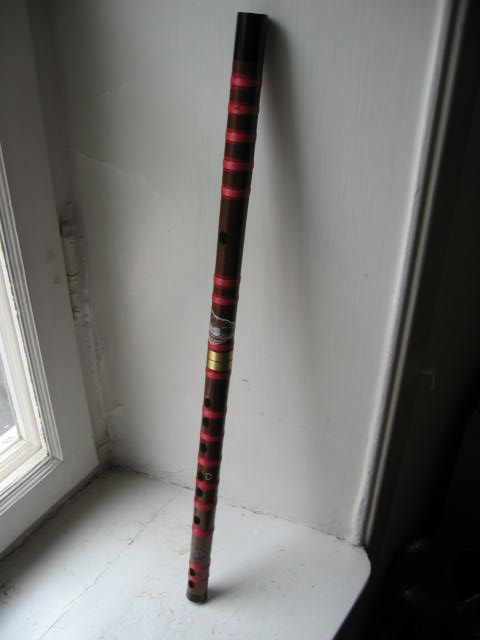
En dizi stämd i d

Dizi (kinesiska: 笛子, pinyin: dízi), är en kinesisk tvärflöjt, eller membranflöjt, som också kallas enbart di (笛), eller hengdi (横笛),  "tvär-di", och kommer i flera varianter och storlekar.  Toner bildas liksom i andra tvärflöjter av en stående svängande luftpelare. De allra flesta dizi görs av bambu och utanför Kina är instrumentet också känt som "kinesisk bambuflöjt", även om det finns flera olika sådana. Dagens di är alltid gjord i två delar vilket underlättar rengöring, förvaring och transport.
Dizi är med sin enkelhet och sköna ton antagligen det vanligaste av de traditionella kinesiska musikinstrumenten, men är inte bara ett mycket vanligt folkinstrument, utan används flitigt inom flera olika kinesiska operaformer och orkestrar. De flesta dizi är stämda i d eller g och har ett tonomfång på ungefär två och en kvarts oktav. En professionell dizispelare har ett helt set med flöjter i olika storlekar och kan så täcka ett mycket stort tonfält. Traditionellt delade man upp dizi på qudi (som användes inom quopera i Sydkina) och bangdi (som användes inom bangziopera i Nordkina), men idag förekommer också modifierade dizi med exempelvis tio eller tolv fingerhål, framför allt i orkestersammanhang.
Den vanligaste formen av dizi har nio hål. Hållen ut mot höger, som de flesta spelar den, är det första hålet, längst till vänster, blåshålet. Det följs av det för flöjten så karaktäristiska membranhålet (膜孔, mokong). Sedan kommer de sex hål man spelar på, fingerhålen, varefter ytterligare två hål finns som dels bestämmer flöjtens lägsta tonhöjd, dels bidrar till att skapa den komplexa sluttonen.
Dizi är ett instrument som i Kina går tillbaka till förhistorisk tid (ca 8.000 år gamla arkeologiska fynd har gjorts), med det är också en flöjttyp som återfinns i de flesta kulturer och mycket väl kan vara ett av människans första instrument. Men det för dizi unika membranhålet är ett senare kinesiskt tillägg.

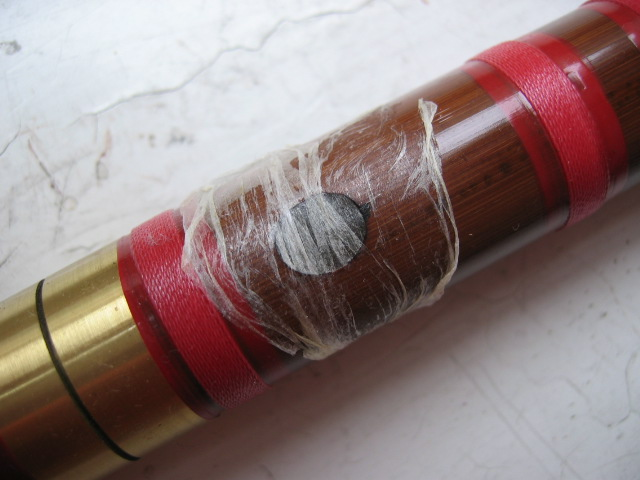
Membranhålet, här täckt med ett membran av lökhinna

Membranhålet täcks av ett mycket tunt membran, dimo (笛膜), vanligen en hinna av bambuns innerbark, som limmas dit med en vätska baserad på vitlök. Att rätt applicera membranet, som läggs på så att mycket små veck bildas över hålet, är i sig en konst. Korrekt ditsatt bidrar membranet med "surrande", "nasala", övertoner och skänker också flöjten en högre och starkare ton. Membranets spänning kan justeras, och dess torrhet kompenseras genom att man andas på det genom eller på flöjten. Spelare som inte har tillgång till bambuhinnor kan till nöds använda sig av hinnor från lök.
Dizi går att spela på ett mycket enkelt sätt, men avancerade spelare använder sig av en lång rad andnings- och fingertekniker.